# Galtströms bruk

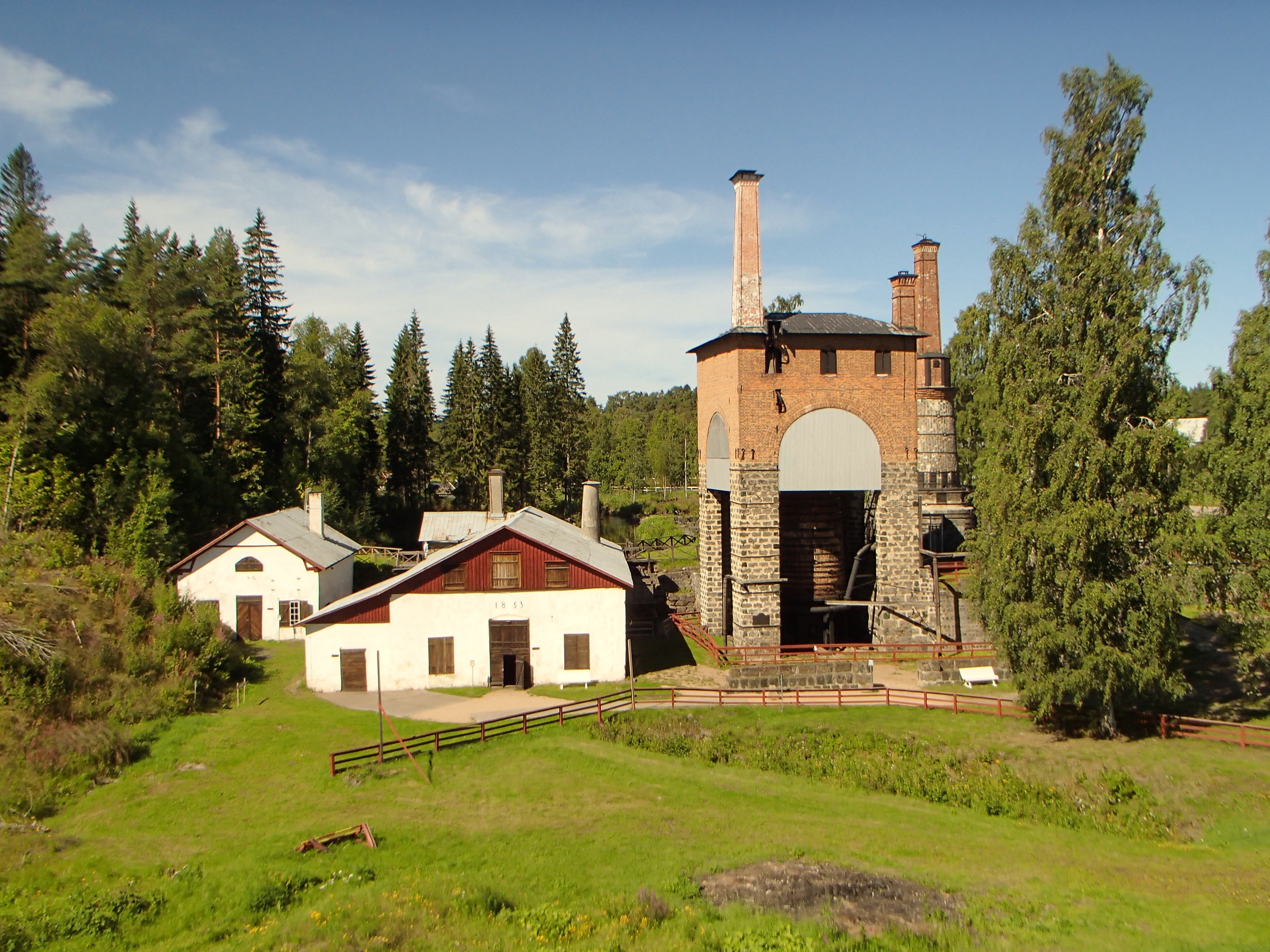
Galtströms järnbruk

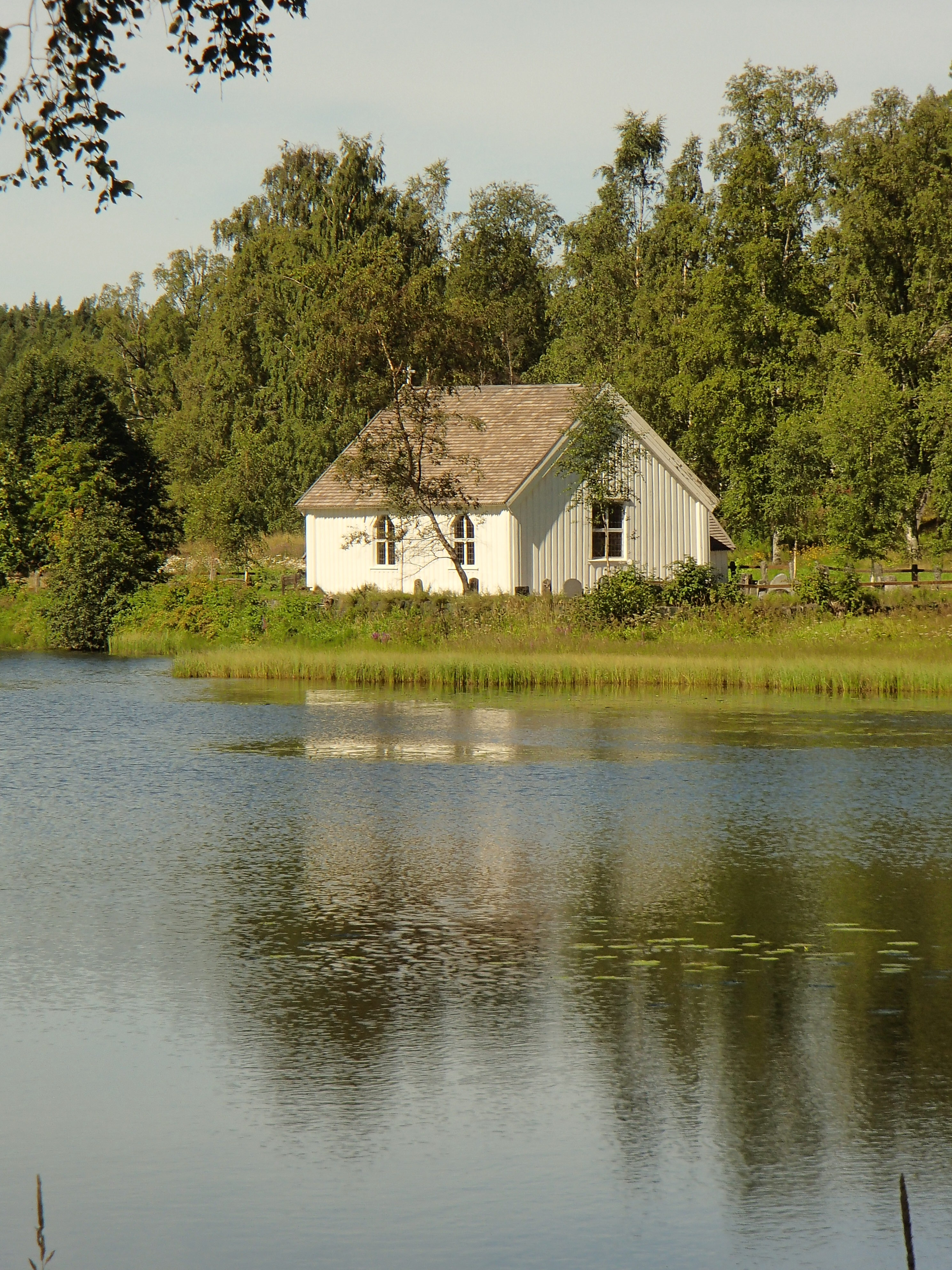
Galtströms kyrka, byggd 1680, renoverad 1990

Galtström är ett tidigare järnbruk med anor från 1600-talet i Njurunda socken i Sundsvalls kommun. Bruket anlades 1673 av Magnus Blix och var det första järnbruket i Medelpad. År 1686 bestod bruket av två hammare belägna i närheten av masugnen. Där producerades 1.200 skeppspund stångjärn per år, motsvarande 163 ton, som utskeppats till Stockholm. Järnbruket lades ner 17 januari 1916 och sågen stängde 1919.
Bruksmiljön är till stora delar bevarad. I slutet av 1800-talet var detta Medelpads största industrianläggning. 333 personer fördelade på 84 hushåll bodde vid bruket 1870.
Åren 1955–56 restaurerades järnbruksanläggningarna. Ett flertal restaureringar har sedan dess genomförts, även utanför själva järnbruket och delvis med statliga medel.
Grunden till Galtströms brukskyrka lades den 26 mars 1680 och den 30 maj 1680 hölls första gudstjänsten i kyrkan, som en tid tillhörde Galtströms bruksförsamling, utbruten ur Njurunda församling. Kyrkan renoverades senast 1990.
Bruket ligger invid Armsjöån, ett vattendrag som avvattnar Armsjön. 
Galtströms bruk ägs av Svenska Cellulosa Aktiebolaget SCA (publ) och är byggnadsminne sedan 1995.

## Bilder

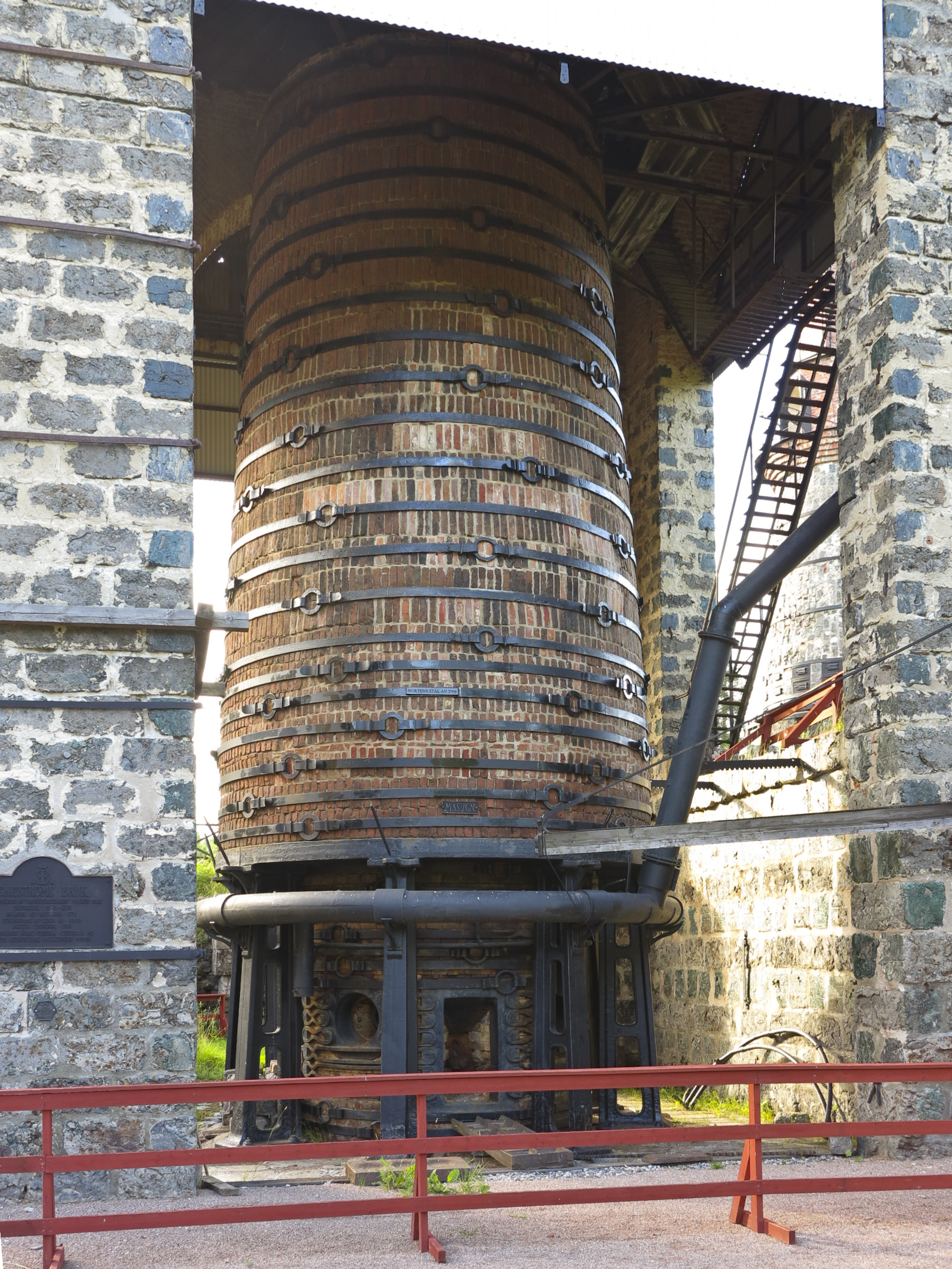
Masugnen
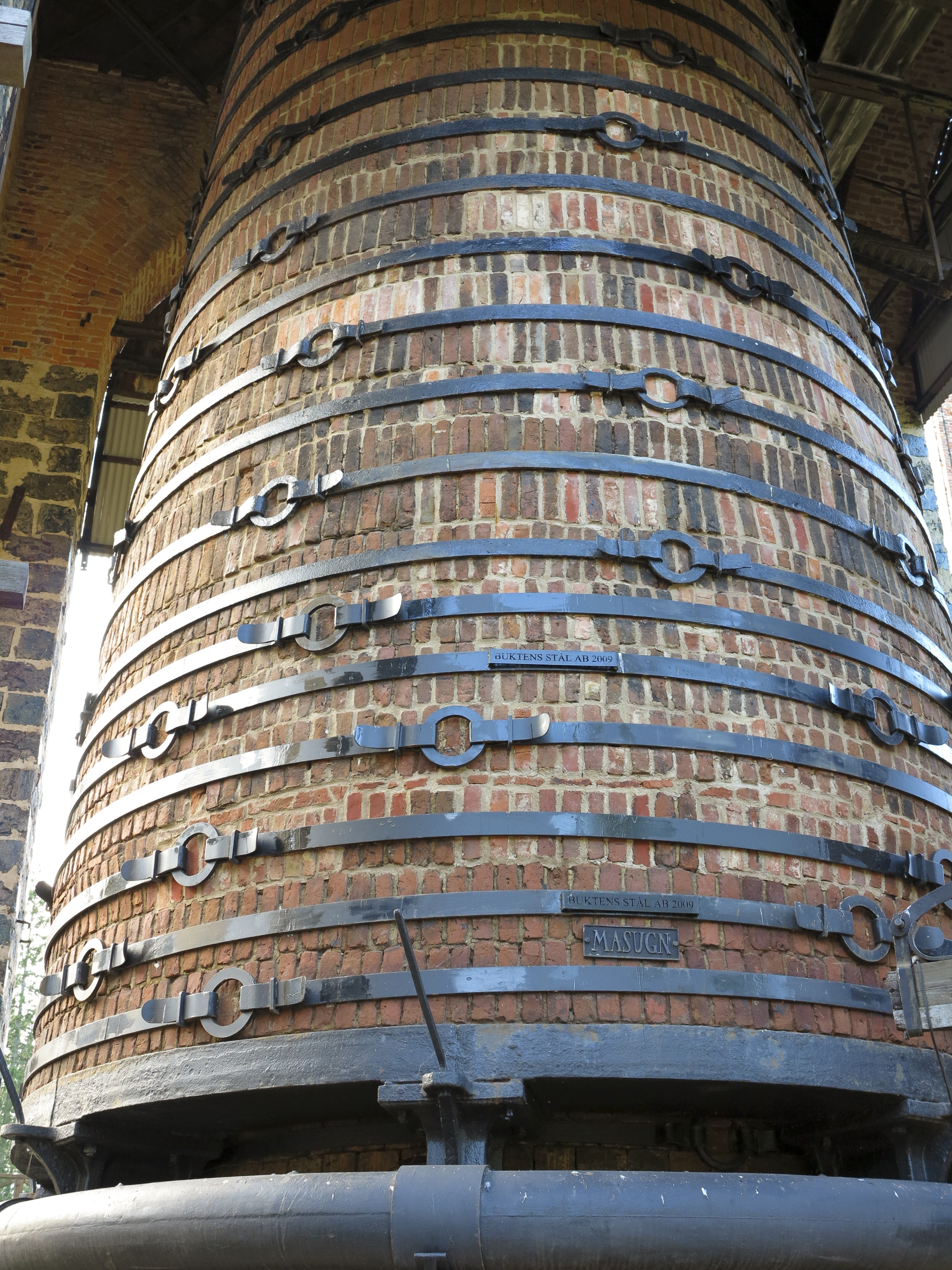
Närbild av masugnen
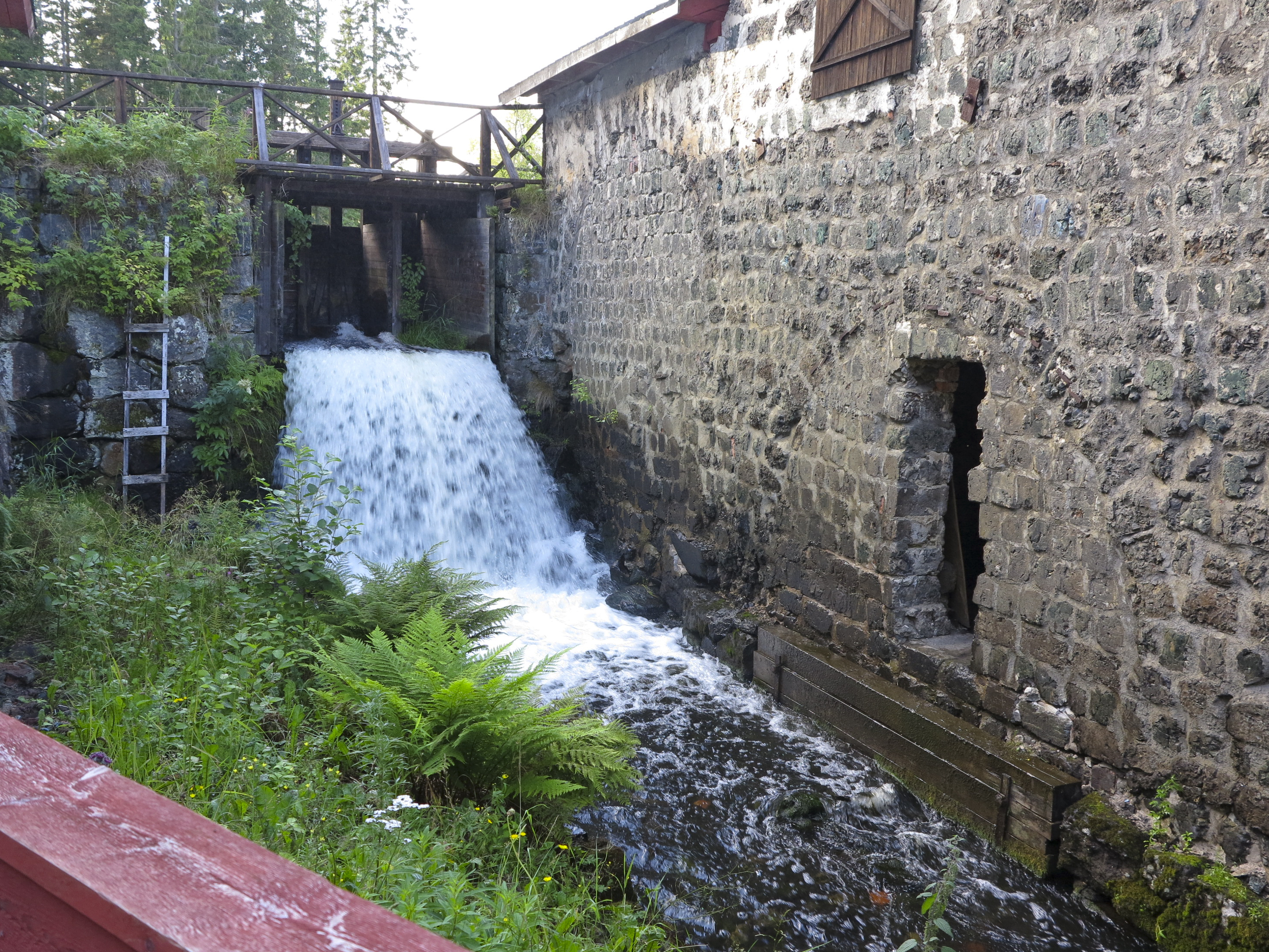
Stånghammarna drevs av vattenkraft
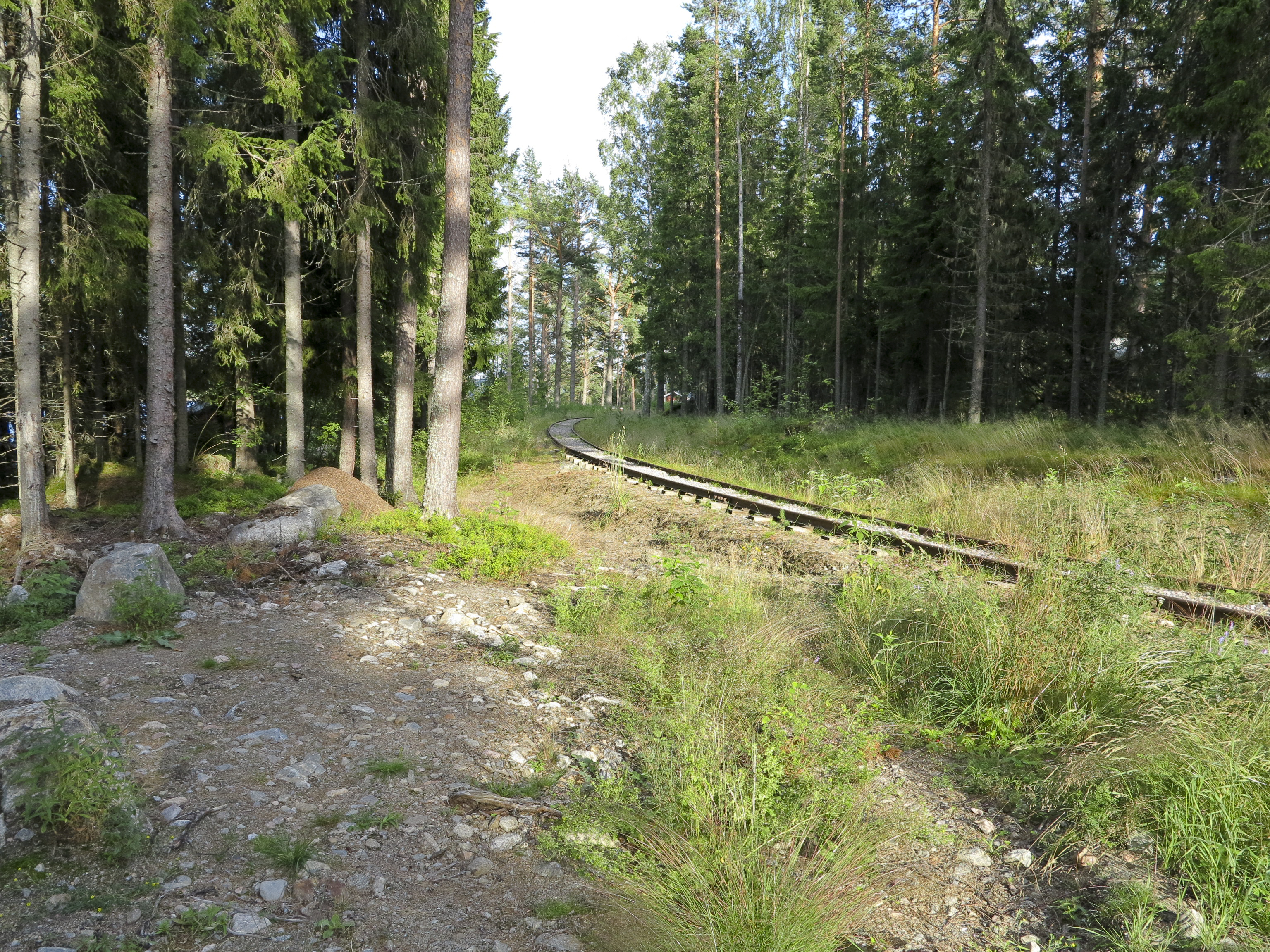
Spåret mellan bruket och hamnen
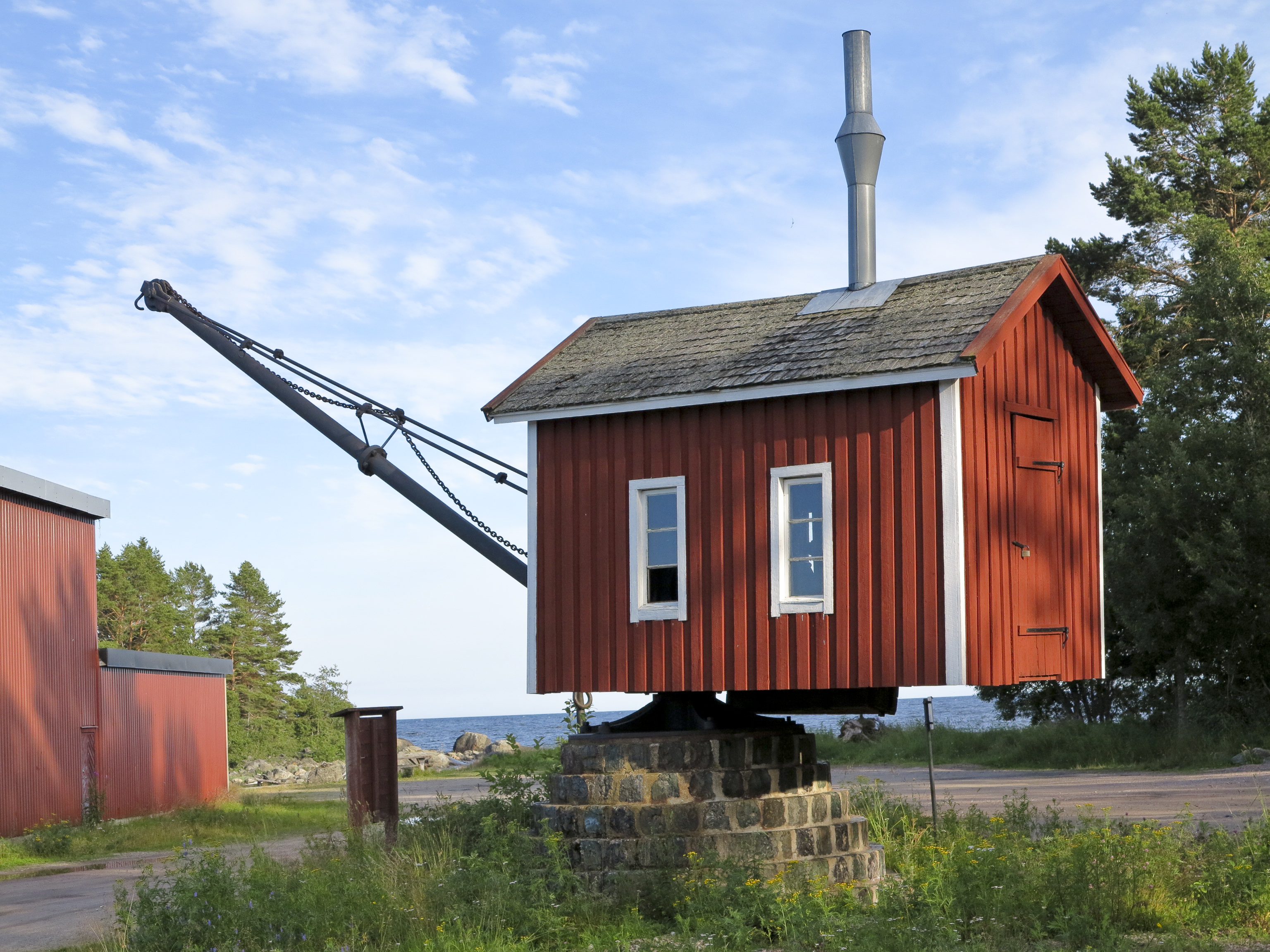
Lyftkran vid utskeppningshamnen